# آلانا بيرس
آلانا بيرس (من مواليد 24 آب 1993) كاتبة ألعاب فيديو أسترالية وصحفية سابقة. منذ عام 2020، عملت بيرس لدى مطور الألعاب الأمريكي ستوديو سانتا مونيكا.
قامت بيرس بإعداد تقارير عن ألعاب الفيديو لمنافذ إخبارية مختلفة بما في ذلك موقع الأخبار الترفيهية آي جي إن. عملت في شركة الإنتاج أسنان الديك من عام 2018 إلى عام 2020، استضافت خلالها البرنامج الإخباري داخل الألعاب وشاركت في قسم فنهاوس الذي ينتج مقاطع فيديو تركز على ألعاب الفيديو.

## النشأة والتعليم
ولدت آلانا بيرس في كيرنز، كوينزلاند، أستراليا، في 24 آب 1993. نشأت بيرس في كيرنز، ثم أمضت تسع سنوات في بريسبان. منذ صغرها، كانت مهتمة بالكتابة وألعاب الفيديو، وكانت تقوم بمراجعات لألعاب الفيديو في مذكراتها. أثناء عملها في مركز اتصال، عثرت على قائمة وظائف لمنصب صحفي ألعاب متطوع، مما ألهمها للعمل في مجال الصحافة. حصلت على درجة البكالوريوس في دراسة الاتصال الجماهيري في جامعة كوينزلاند للتقنية في بريسبان.

## الحياة مهنية

### الصحافة
من عام 2012 إلى عام 2015، كتبت بيرس أخبار الألعاب لنحو اثنتي عشرة وسيلة إخبارية، بما في ذلك لاعب الدافع و زيلدا الكون و بي بي سي ،  وعملت فترات في محطات الإذاعة والتلفزيون الأسترالية. أطلقت قناة على اليوتيوب عام 2012، حيث تنشر مراجعات الألعاب ومقاطع الفيديو الشخصية.
نظرًا لشعوره بأن صناعة ألعاب الفيديو الأسترالية كانت صغيرة جدًا، انتقلت بيرس إلى الولايات المتحدة في عام 2015. بدأت العمل كمحررة وكاتبة في آي جي إن في وقت لاحق من ذلك العام. في عام 2017، حلت محل نعومي كايل كمضيفة لبرنامج أخبار الألعاب الإصلاح اليومي ' آي جي إن. في وقت لاحق من ذلك العام، شاركت في إضراب للموظفين حتى أصدرت الشركة بيانًا يتناول ادعاءات التحرش الجنسي التي قدمها المحرر السابق كالي بلاج. شارك بيرس في استضافة جوائز ألعاب اس‌اکس‌اس‌دبلیو جنبًا إلى جنب مع ريتش كامبل في عام 2018 
بعد مغادرة آي جي إن في عام 2018، انضم بيرس إلى شركة الإنتاج رووستر تيث . ظهرت بانتظام في مقاطع فيديو لـ فنهاوس ، وهو قسم من رووستر تيث الذي ينتج مقاطع فيديو تركز على ألعاب الفيديو، وشارك في استضافة البرنامج الإخباري للشركة داخل الألعاب بدءًا من عام 2019  غادرت رووستر تيث في أكتوبر 2020 

### تطوير اللعبة
في تشرين الثاني (نوفمبر) 2020، انضمت بيرس إلى استوديو سانتا مونيكا التابع لشركة سوني ككاتبة لألعاب الفيديو. قدمت استشارات بشأن ثلاث ألعاب فيديو وأكملت أعمالًا أخرى في لعبتي فيديو قبل انضمامها إلى الاستوديو. واجهت مضايقات على وسائل التواصل الاجتماعي بعد قرار الاستوديو بتأخير إصدار إله الحرب: راجناروك . في سبتمبر 2021، كشفت بيرس أنها كانت جزءًا من فريق التطوير وراء راجناروك . في نوفمبر، تم اختيارها ضمن قائمة فوربس 30 تحت سن 30 في مجال الألعاب.
قام بيرس بالتمثيل الصوتي لـ غيرز 5 (2019)  و بعد الحفلة (2019). كما أنها قدمت صوتها وشبهها لشخصية في سايبربانك 2077 (2020).

### البث
بيرس هو المضيف لبودكاست يلعب، شاهد، استمع، إلى جانب تروي بيكر ومايك بيثيل وأوستن وينتوري . كما أنها تستضيف أيضًا ملفات البودكاست شفاه حمراء وسيارة برتقالية وكتابة ألعاب الفيديو 101، وقد استضافت سابقًا البلهاء وفي الخارج . لقد كانت المضيف المؤسس لبرنامج كيندا مضحك اكس كاست، لكنها تركت العرض بعد عدة أشهر من العرض الأول بسبب تعارض المواعيد مع وظيفتها الجديدة في سوني سانتا مونيكا.

### آخر
شارك بيرس في حدث الملاكمة صراع الخالق 2 في أبريل 2023،  متغلبًا على منشئ المحتوى ريبميكا بقرار منقسم.

## الحياة الشخصية

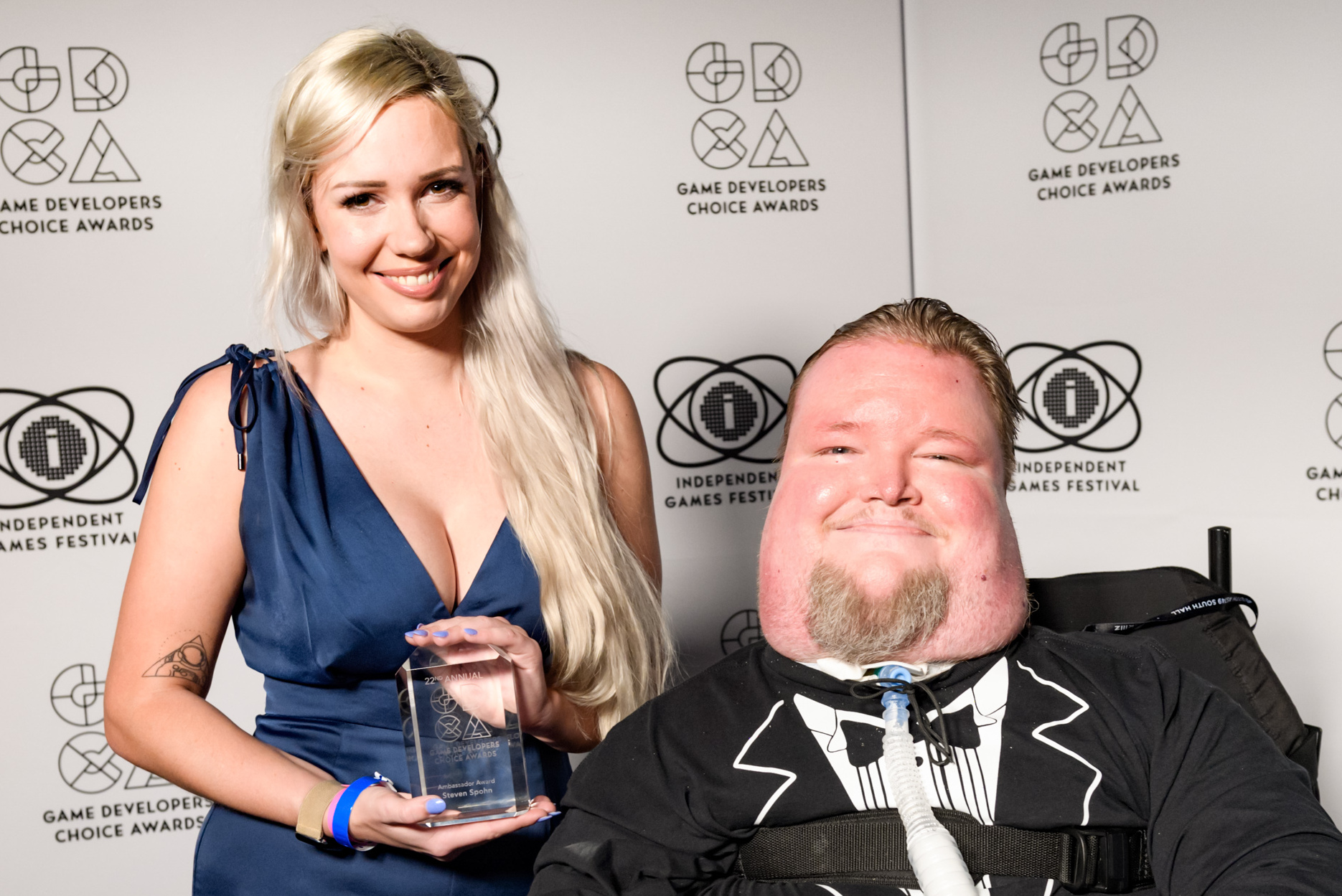
يشارك بيرس في استضافة حفل توزيع جوائز إمكانية الوصول إلى ألعاب الفيديو مع ستيفن سبون.

تنسب بيرس الفضل إلى ألعاب الفيديو في مساعدتها في التعامل مع تأثيرات التهاب الدماغ والنخاع العضلي والتهاب الأوتار. لقد ساعدت في جمع التبرعات لـ اللاعبون، وهي مؤسسة خيرية مخصصة لتحسين إمكانية الوصول إلى ألعاب الفيديو. شاركت في استضافة حفل توزيع جوائز إمكانية الوصول إلى ألعاب الفيديو الافتتاحية مع ستيفن سبون، مدير العمليات الرئيسي لشركة اللاعبون، في تشرين الثاني (نوفمبر) 2020،  وعادت لتقديم الحدث الثاني في مارس 2022.
في عام 2014، أصبحت بيرس محط اهتمام وسائل الإعلام الإخبارية بعد أن كتبت إلى أمهات المتصيدين عبر الإنترنت الذين أرسلوا لها تهديدات بالاغتصاب. في عام 2019، تعرضت للمضايقات بعد أن قامت جمعية برامج الترفيه، الجهة المنظمة لمعرض الألعاب معرض الترفيه الإلكتروني، بتسريب المعلومات الشخصية للحاضرين الإعلاميين في معرض معرض الترفيه الإلكتروني 2019 للجمهور.
خرج بيرس في حزيران (يونيو) 2020؛ على الرغم من أنها لا تشعر بارتباط بأي تسمية، إلا أنها شعرت أن أفضل تعريف لها هو مصطلح بانسكهوال.

## جوائز و ترشيحات
تم ترشيح بيرس لجائزة أفضل منشئ محتوى لهذا العام في حفل توزيع جوائز الألعاب لعام 2020.